# Nailloux
 Nailloux  es una comuna (municipio) de Francia, en la región de Mediodía-Pirineos, departamento de Alto Garona, en el distrito de Toulouse . Es capital del cantón de su nombre, aunque otra población del mismo, Calmont, la supera en población.
Su población en el censo de 1999 era de 1.237 habitantes. 
Está integrada en la Communauté de communes Coteaux du Lauragais Sud.

## Demografía
| 668 | 678 | 663 | 730 | 1026 | 1237 |
| Para los censos de 1962 a 1999 la población legal corresponde a la población sin duplicidades (Fuente: INSEE [Consultar]) |     |     |     |      |      |